# Ole Kielberg
Ole Beck Kielberg (9. august 1911 i Hillerød – 2. maj 1985 i Dageløkke) var en dansk kunstmaler.
Elev på Kunstakademiet 1929 - 1933.  Frekventerede 1933 - 1934 Académie Scandinavie Maison Watteau i Paris. Han var medlem af Corner- og Høstudstillingen fra 1936 til sin død. 
Kielberg stod for en fornyelse af Fynboernes naturalistiske tradition med sine karakteristiske lyse koloristiske og lyriske værker, hvis motiver overvejende var landskaber, dyr, og blomster. Særligt landskaber omkring Daugløkke, Nivå og Helsingør i Nordsjælland fandt vej til Kielbergs lærred. Hans værker er overvejende akvareller og oliemalerier.
Han modtog Eckersberg Medaillen i 1959 og Thorvaldsen Medaillen i 1978.